# Campionato della Germania Est di pallacanestro
Il campionato di pallacanestro tedesco orientale fu attivo dal 1953 al 1990 nella Repubblica Democratica Tedesca. Veniva gestito dalla Federazione cestistica della Germania dell'Est.

## Albo d'oro
- 1953 HSG Wiss. HU Berlin
- 1954 HSG Wiss. HU Berlin
- 1955 HSG Wiss. HU Berlin
- 1956 HSG Wiss. HU Berlin
- 1957 HSG Wiss. HU Berlin
- 1958 HSG Humboldt-Universität Berlin
- 1959 HSG Humboldt-Universität Berlin
- 1960 HSG Humboldt-Universität Berlin
- 1961 HSG Humboldt-Universität Berlin
- 1962 ASK Vorwärts Halle
- 1963 SC Chemie Halle
- 1964 SC Chemie Halle
- 1965 ASK Vorwärts Leipzig

- 1966 ASK Vorwärts Leipzig
- 1967 ASK Vorwärts Leipzig
- 1968 ASK Vorwärts Leipzig
- 1969 ASK Vorwärts Leipzig
- 1970 SK KPV 69 Halle
- 1971 HSG K-M-U Leipzig
- 1972 SK KPV 69 Halle
- 1973 HSG K-M-U Leipzig
- 1974 BSG AdW Berlin
- 1975 HSG K-M-U Leipzig
- 1976 HSG K-M-U Leipzig
- 1977 HSG K-M-U Leipzig
- 1978 BSG AdW Berlin

- 1979 BSG AdW Berlin
- 1980 BSG AdW Berlin
- 1981 BSG AdW Berlin
- 1982 BSG AdW Berlin
- 1983 BSG AdW Berlin
- 1984 BSG AdW Berlin
- 1985 BSG AdW Berlin
- 1986 BSG AdW Berlin
- 1987 BSG AdW Berlin
- 1988 HSG TU Magdeburg
- 1989 HSG TU Magdeburg
- 1990 BSG AdW Berlin